# Imperatriz da Paulicéia
Imperatriz da Paulicéia é uma escola de samba da cidade de São Paulo. Está sediada na Avenida Bernardino Brito Fonseca de Carvalho,1450, na Vila Fidelis Ribeiro.

## Segmentos

### Presidentes
| Nome                                 | Mandato         |
| ------------------------------------ | --------------- |
| Maralice Navas Peres Lazarini (Mara) | Presidente      |
| Percio Baccarat Junior (Batata)      | Vice-Presidente |

### Casal de Mestre-sala e Porta-bandeira
| Período   | Nome                          |
| --------- | ----------------------------- |
| 2014-2015 | Paulinho e Roberta Stieder    |
| 2019      | Ronaldo Ferreira e Leila Cruz |

### Rainhas de Bateria
| Período | Rainha de bateria |
| ------- | ----------------- |
| 2014    | Bruna Fonseca     |

## Carnavais
| Ano  | Colocação | Grupo | Enredo | Carnavalesco | Intérprete | Ref.          |
| ---- | --- | --- | --- | --- | --- | ------------- |
| 1981 | 3º Lugar | Vaga Aberta | Caco Velho, Uma Lembrança Paulista | | | [ 2 ]         |
| 1982 | Campeã | Vaga Aberta | Maravilhoso Reino da Sorte | | |               |
| 1983 | 4º Lugar | 4-UESP | A Criação da Noite | | |               |
| 1984 | 3º Lugar | 4-UESP | Eu Cheguei e Tô Aí | | |               |
| 1985 | Campeã | 4-UESP | O Amanhã Será Melhor | | |               |
| 1986 | 6º Lugar | 4-UESP | Tirando Uma Onda | | |               |
| 1987 | 3º Lugar | 4-UESP | A Energia das Cores - Além do Arco-Íris                                                                                                 | | |               |
| 1988 | 6º Lugar | 3-UESP | Oxumarê, Da Plebe ao Esplendor Através da Bonança                                                                                       | | |               |
| 1989 | Vice-campeã | 3-UESP | Feliz Cidade | | |               |
| 1990 | 10º Lugar | 2-UESP | São Luiz do Maranhão - Seu Reinado, Seu Folclore, Sua Arte                                                                              | | |               |
| 1991 | Não desfilou | Não desfilou | Não desfilou | Não desfilou | Não desfilou | [ 3 ]         |
| 1992 | 7º Lugar | 4-UESP | 1910 - Uma Saga Negra | | |               |
| 1993 | 8º Lugar | 4-UESP | Fábulas | | |               |
| 1994 | 7º Lugar | 4-UESP | Axé o Poder dos Orixás | | |               |
| 1995 | Vice-campeã | 4-UESP | Teatro de Ilusões | | |               |
| 1996 | 8º Lugar | 3-UESP | Além do Horizonte | | |               |
| 1997 | Não desfilou | Não desfilou | Não desfilou | Não desfilou | Não desfilou | [ 4 ]         |
| 1998 | 2º Lugar | 3-UESP | História de São Luiz do Maranhão | | |               |
| 1999 | 4º Lugar | 3-UESP | Arlequim, Pierrôs e Colombinas | | |               |
| 2000 | 3º Lugar | 3-UESP | Um Delírio dos Deuses, O Apogeu da Inspiração                                                                                           | | |               |
| 2001 | 7º Lugar | 2-UESP | Real ou Surreal? | | |               |
| 2002 | 4º Lugar | 2-UESP | E Eles Não Foram Coroados | Comissão de Carnaval                                                                                                   | Carlão Maneiro e Izaias                                                                                                | [ 5 ]         |
| 2003 | 3º Lugar | 2-UESP | Arco-Íris, A Festa das Cores | | |               |
| 2004 | 5º Lugar | 1-UESP | Rio Tietê e Sua Influência Nesses 450 Anos da Cidade de São Paulo                                                                       | | |               |
| 2005 | 10º Lugar | 1-UESP | Da Obra Capital, Dante Faz Um Carnaval                                                                                                  | | |               |
| 2006 | 12º Lugar | 2-UESP | Eternas Brincadeiras Infantis | | |               |
| 2007 | 5º Lugar | 3-UESP | A Vida é um Jogo. Façam Suas Apostas, o Jogo Vai Começar                                                                                | | |               |
| 2008 | 14º lugar | 3-UESP | Dançar Para Não Chorar... E o Negro Reinventou o Prazer Através da Dor                                                                  | Horácio Rabaça | |               |
| 2009 | 3º lugar | Espera | A Imperatriz Abre Portas de um Lugar Para o Outro Numa Incrível Jornada Para o Imaginário                                               | | |               |
| 2010 | 13º lugar | 3-UESP | Chacrinha, O Cassino da Alegria Compositor:Ney do Cavaco                                                                                | Luiz Marques Gipione                                                                                                   | | [ 6 ]         |
| 2011 | 3º lugar | 4-UESP | Majestosamente... Um reinado imperatriz                                                                                                 | | | [ 7 ]         |
| 2012 | 9º lugar | 3-UESP | Um carnaval dos carnavais: O passeio da coroa pela folia do mundo                                                                       | Comissão de Carnaval                                                                                                   | |               |
| 2013 | 11º lugar | 3-UESP | Omo Ilê Obará - filhos da casa de Obará                                                                                                 | Ulisses Ribeiro | |               |
| 2014 | 6º lugar | 3-UESP | Ô da rua. A São Paulo das tribos! Compositor:Fabiano Melodia                                                                            | Comissão de Carnaval                                                                                                   | Fabiano Melodia | [ 8 ]         |
| 2015 | 8º lugar | 3-UESP | Neguinho da Beija-Flor, hoje a homenagem é você Compositores:J. Velloso, Cláudio Russo, Marquinhos Beija-Flor, Vinício e Dilson Marimba | Douglas Campos | Fabiano Melodia | [ 9 ]         |
| 2016 | 9º lugar | 3-UESP | Arco-íris, a festa das cores Compositores:Nei do Cavaco e Diley Machado                                                                 | Comissão de Carnaval                                                                                                   | | [ 10 ]        |
| 2017 | 8º lugar | 3-UESP | Agora chegou a vez vou cantar, Mulher de verdade em primeiro lugar                                                                      | Kaddú Nunes | |               |
| 2018 | 12º lugar | 3-UESP | A Mistura Brasileira | Comissão de Carnaval                                                                                                   | Tato Santa Cruz | [ 11 ]        |
| 2019 | Campeã | Acesso de Bairros 2 | Para sempre hei de te amar... 70 Anos de Nenê de Vila Matilde                                                                           | Pedro Alexandre (Magoo)                                                                                                | | [ 12 ]        |
| 2020 | Campeã | Acesso de Bairros | Sua Majestade a Coroa | Pedro Alexandre (Magoo)                                                                                                | | [ 13 ] [ 14 ] |
| 2021 | Inicialmente adiados para o mês de julho, os desfiles do Carnaval 2021 foram cancelados devido a pandemia de Covid-19. | Inicialmente adiados para o mês de julho, os desfiles do Carnaval 2021 foram cancelados devido a pandemia de Covid-19. | Inicialmente adiados para o mês de julho, os desfiles do Carnaval 2021 foram cancelados devido a pandemia de Covid-19.                  | Inicialmente adiados para o mês de julho, os desfiles do Carnaval 2021 foram cancelados devido a pandemia de Covid-19. | Inicialmente adiados para o mês de julho, os desfiles do Carnaval 2021 foram cancelados devido a pandemia de Covid-19. | [ 15 ]        |
| 2022 | Campeã | Especial de Bairros | Ilú Obá de Min - Mãos femininas que tocam tambor!                                                                                       | Pedro Alexandre (Magoo)                                                                                                | | [ 16 ]        |
| 2023 | 8º lugar | Acesso 2 | Bem-Vindos à Vila Esperança - O Berço do Carnaval Paulistano                                                                            | Pedro Alexandre (Magoo)                                                                                                | | [ 17 ]        |
| 2024 | 8º lugar | Acesso 2 | Maracatu - Bendito é o Seu Rito | Comissão Artística | | [ 18 ]        |
| 2025 | 8° lugar | Acesso 2 | Eu queria que essa fantasia fosse eterna                                                                                                | Comissão Artística | Tiganá | [ 19 ]        |
| 2026 | | Acesso 2 | Congá, o altar sagrado da minha fé | Leandro Santana, Francis Santos e Fran da Vila                                                                         | Dom Junior |               |